# Kuru Otlar Üstüne
Kuru Otlar Üstüne (Engels: About Dry Grasses) is een Turkse film uit 2023, geregisseerd en mede geschreven door Nuri Bilge Ceylan.

## Verhaal
Samet is een jonge tekenleraar die zijn vierde jaar dienstplicht voltooid in een afgelegen dorp in Anatolië. Na een reeks ingrijpende gebeurtenissen verliest hij de hoop om te ontsnappen aan het grimmige leven waarin hij vast lijkt te zitten. Op dat moment ontmoet hij de lerares Nuray, die hem zal proberen te helpen zijn angst te overwinnen.

## Rolverdeling
| Acteur          | Personage |
| --------------- | --------- |
| Deniz Celiloğlu | Samet     |
| Merve Dizdar    | Nuray     |
| Musab Ekici     | Kenan     |

## Productie
De filmopnames begonnen in maart 2021 in Erzurum. Regisseur Nuri Bilge Ceylan heeft samen met zijn vrouw Ebru Ceylan en Akın Aksu twee jaar aan het script gewerkt. Een aantal natuurbeelden werden opgenomen in Adıyaman. Ceylan ontving een financiering van € 470.000 uit het Eurimages-fonds van de Europese Raad en 2 miljoen € van het Turkse Ministerie van Cultuur en Toerisme.

## Release
Kuru Otlar Üstüne ging op 19 mei 2023 in première in de officiële competitie van het Filmfestival van Cannes.

## Prijzen en nominaties
De belangrijkste:
| Jaar | Prijs                   | Categorie     | Genomineerde(n)   | Uitslag     |
| ---- | ----------------------- | ------------- | ----------------- | ----------- |
| 2023 | Filmfestival van Cannes | Gouden Palm   | Nuri Bilge Ceylan | Genomineerd |
| 2023 | Filmfestival van Cannes | Beste actrice | Merve Dizdar      | Gewonnen    |